# Klara Källström
Klara Charlotta Källström-Fäldt, född 15 april 1984, är en svensk konstnär och fotograf.
Hon är lektor i fotografi vid HDK-Valand och doktorand i informatik vid Göteborgs universitet.
Tillsammans med sin man Thobias Fäldt är Källström grundare till bokförlaget B-B-B-Books, (2011) samt galleriprojektet FG2 i Göteborg (2018), vilka båda fungerar som arenor för konstnärlig undersökning. Deras böcker ingår i samlingar vid museer världen över, inklusive Tate (London), Centre Pompidou (Paris), Maison Européenne de la Photographie (Paris), Hasselbladstiftelsen (Göteborg) och LACMA (Los Angeles).
Deras verk har ställts ut internationellt, bland annat vid Unseen (Amsterdam), Hasselbladstiftelsen (Göteborg), Bunkier Sztuki,Trafó House of Contemporary Arts (Budapest), Le Bal och Photo Saint Germain (Paris), LACMA (Los Angeles), Aperture Foundation (New York), Kunsthal Charlottenborg (Köpenhamn), Centrum för Fotografi (CFF) samt Fotografiska (Stockholm).
År 2008 skapade Källström den permanenta offentliga konstinstallationen vid tunnelbanestationen Danderyds sjukhus i Stockholm.  Tillsammans med Thobias Fäldt mottog hon Dokumentärfotopriset 2014 från Arbetets Museum i Norrköping och nominerades till Årets Fotobok 2014 för Europe, Greece, Athens, Acropolis samt för Village 2015. År 2012 vann de Scanpix stora fotopris (numera TT:s stora fotopris) för projektet "Wikiland". Duon har nominerats fem gånger till Book Awards i Arles. Källström innehar arbetsstipendier från Sveriges Författarfond.

### På eget förlag
- 2021 - On This Day ISBN 9789198470512
- 2014 - Wikiland 2007-07-12-00:59:46 (tillsammans med Thobias Fäldt), ISBN 9789198006940
- 2017 - Wikiland, 23 June 2017/Sunny 16 Rule ISBN 9789198470505
- 2017 - The Last of the Lucky/You Can’t Always Get What You Want, ISBN 9789198006995
- 2013 - A Beach (tillsammans med Thobias Fäldt), ISBN 9789198006933
- 2012 - Russian Bang/Ryska smällen (tillsammans med Thobias Fäldt), ISBN 9789198006919
- 2011 - Europe, Greece, Athens, Acropolis (tillsammans med Thobias Fäldt), ISBN 9789198006902
- 2011 - Wikiland (tillsammans med Thobias Fäldt), ISBN 9789197969703
- 2011 - Blackdrop island (tillsammans med Thobias Fäldt och Viktor Johansson), ISBN 9789197969710
- 2008 - Gingerbread Monument (tillsammans med Viktor Johansson), ISBN 9789163330216

## Priser och utmärkelser
- 2014 Dokumentärfotopriset 2014[7], Arbetets Museum i Norrköping
- 2014 Svenska Fotobokspriset 2014[8] (nominerad) för Europe, Greece, Athens, Acropolis
- 2012 TT:s stora fotopris (dåvarande Scanpix Stora fotopris)[9] för projektet Wikiland.